# Odonthalitus
Odonthalitus là một chi bướm đêm thuộc phân họ Tortricinae của họ Tortricidae.

## Các loài
- Odonthalitus bisetanus Brown, 2000
- Odonthalitus conservanus Brown, 2000
- Odonthalitus fuscomaculatus Brown, 2000
- Odonthalitus improprius Brown, 2000
- Odonthalitus lacticus Razowski, 1991
- Odonthalitus orinoma (Walsingham, 1914)
- Odonthalitus poas Brown, 2000
- Odonthalitus regilla (Walsingham, 1914)
- Odonthalitus viridimontis Brown, 2000